# Ilze Juhansone

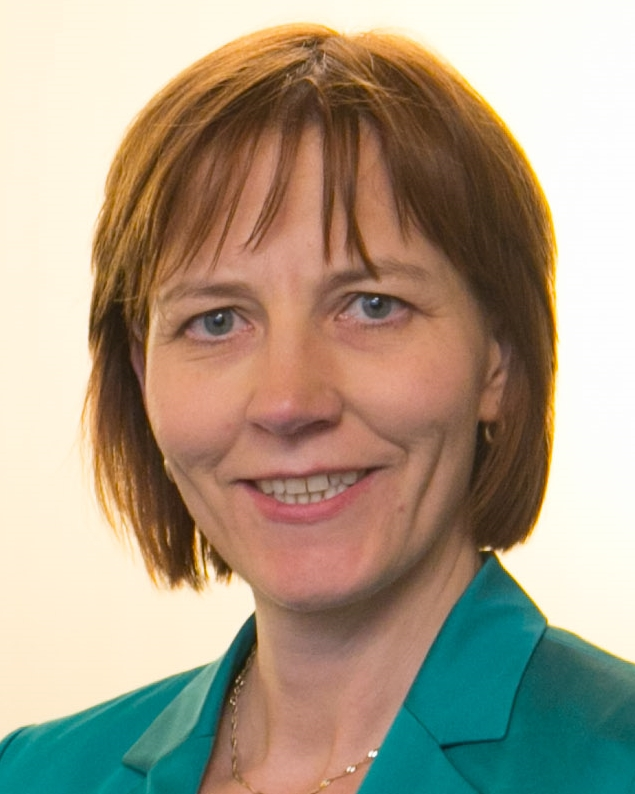
Ilze Juhansone

Ilze Juhansone (1971) é uma funcionária pública e ex-diplomata da Letónia. Em agosto de 2019, ela tornou-se a secretária-geral em exercício da Comissão Europeia enquanto aguardava a busca por um sucessor em tempo integral para o alemão Martin Selmayr. Foi Representante Permanente da Letónia junto da União Europeia de 2011 a 2015, tendo sido anteriormente Directora-Geral para os Assuntos da União Europeia no Ministério dos Negócios Estrangeiros da Letónia entre 2008 e 2011.